# A Força do Mestre
A Força do Mestre é uma canção da apresentadora e cantora brasileira Eliana, décimo quarto single de sua carreira como cantora, parte de seu álbum Eliana. A canção foi feita para a franquia Pokémon, que tinha o anime exibido na época pelo programa Eliana & Alegria. Junto com "A Força do Raio", esta é uma das duas canções dedicadas a Pokémon no álbum de Eliana.

## Background
No fim de 1999, a distribuidora Swen adquiriu os direitos de distribuição e exibição do anime Pokémon no Brasil, e tentou vender ele para diversas redes de televisão como Rede Globo e SBT, que não se interessaram. No entanto, a Rede Record se interessou pelo anime, e adquiriu ele, começando a exibir a animação no dia 10 de maio de 1999. Seis meses depois, Pokémon se tornou um grande sucesso entre as crianças. Devido ao grande sucesso do anime, Eliana decidiu que colocaria duas músicas de seu novo disco dedicadas a Pokémon, a mais importante delas sendo "A Força do Mestre". Escrita por Antonio Luiz e Nil Bernardes, o single se tornou um grande sucesso entre as crianças. A letra da canção fala sobre como ser um Mestre Pokémon. Ela foi lançada como single no começo de 2000.

## Vídeo musical
No dia 11 de abril de 2017, o videoclipe da canção foi colocado no serviço Vevo pelo canal de Eliana. No vídeo, vemos Eliana cantando e dançando cercada por dançarinos, enquanto duas crianças, fantasiadas dos personagens Ash Ketchum e Misty, brincam de Mestre Pokémon.

## Performances
Além do Eliana & Alegria, aonde Eliana cantou a música diversas vezes, ela também desempenhou a canção em diversos programas de televisão.